# Karmsundet
59°16′4″N 5°20′16″Ø / 59.26778°N 5.33778°Ø
Karmsundet er sundet mellem øen Karmøy og Haugesund i Rogaland fylke i Norge.

## Navnet Norge
Karmsundet og sejlruten derigennem kaldtes tidligere Nordvegen – vejen mod nord - og tænkes at være ophav til navnet Norge - Norwegen - Norway. Det var professor Magnus Olsens teori, at det var sejlruten fra Skudefjorden op gennem Karmsundet og videre mod nord, som først bar Norges navn, "Nordvegen", vejen mod nord. Denne sejlrute gav landet dets navn, og først blev det benyttet om det vestnorske rige.

## Geografi
Sundet strækker sig omkring 33 km fra Boknafjorden i syd til Røværsfjorden nord for Haugesund i nord. I syd har sundet indløb mellem Skudeneshavn på Karmøy og Bokn i øst. Sundet går ret nordover og passerer vestsiden af Fosen. Overfor Fosen ligger Kopervik. Lidt længere mod nord ligger Avaldsnes på Karmøy med Vormedal på den anden side af sundet. Gården Avaldsnes var en af kongsgårdene på Vestlandet og et ældgammelt magtcentrum gennem 3.000 år, fra stenalderen og forbi vikingetiden.
Riksvej 47 krydser sundet over Karmsundbroen nord for Avaldsnes og lige syd for Haugesund. Den del af sundet, som broen krydser, kaldes for Salhusstraumen (Salhusstrømmen). Her er sundet kun et par hundrede meter bredt. Her måtte både sejlskibe og robåde ligge og vente på, at strømmen skulle aftage så meget, at de lige kunne smutte gennem med folk og last. Man hørte de ventende råbe utålmodigt mod land: "Hvornår vender strømmen?"

## Sagn fra norrøn tid
I påsken 998 kom et fuldlastet skib med sejdmænd og andet troldepak ind til kongsgården Avaldsnes, ledet af Øyvind Kelda. De ville kaste trolddom over kong Olav Tryggvason, fordi han bragte kristendommen til landet. Sejdmændene manede en tyk, sort tåge frem, men tågen vendte sig i stedet mod dem selv, så de virrede omkring i blinde. Kongen greb ind og fik dem bundet fast på et skær. Ved højvande druknede de, og skæret blev senere kaldt Skrattaskjær (Skratte = troldmand.).
På fastlandssiden av Karmsundet ligger et monument med fem bautastene. Centralt i denne stensætning er en urnegrav fra romertiden. Et langt yngre sagn knytter monumentet til Olav den Hellige. Ifølge sagnet sejlede kongen gjennom Karmsundet i forbindelse med et besøg på Avaldsnes, da fem unge piger stod i strandkanten og bød sig frem til kongen. Kongen skal have råbt tilbage, at der kunne de ellers stå og skamme sig – og dermed blev pigerne forvandlet til sten (Hernæs 1997:110). I dag bærer monumentet navnet "De fem dårlige jomfruer".

## Eksterne links
- Avaldsnes Historie Arkiveret 11. august 2007 hos  Wayback Machine